# Bảo tàng Khu vực ở Stalowa Wola
Bảo tàng Khu vực ở Stalowa Wola (tiếng Ba Lan: Muzeum Regionalne w Stalowej Woli) là một bảo tàng có trụ sở tại Cung điện Lubomirski ở Rozwadów - một quận của Thành phố Stalowa Wola, Ba Lan. Cụ thể, Bảo tàng tọa lạc tại số 1 Phố Sandomierska.

## Lược sử hình thành
Ý tưởng thành lập một viện bảo tàng ở Stalowa Wola bắt đầu từ năm 1989. Tháng 1 năm 1995, Ủy ban Xã hội đảm nhận trách nhiệm thành lập Bảo tàng Khu vực ở Stalowa Wola được lập ra. Các bộ sưu tập ban đầu của Bảo tàng đến từ quà tặng của nhà sử học Wilhelm Gaj-Piotrowski. Ông đã trao tặng bộ sưu tập tư nhân lên tới vài nghìn hiện vật trong lĩnh vực dân tộc học, lịch sử và nghệ thuật của vùng Dolnośląskie cho Ủy ban Xã hội mới được thành lập. Ngày 30 tháng 10 năm 1997, hội đồng thành phố Stalowa Wola thành lập và cấp quy chế cho Bảo tàng Khu vực ở Stalowa Wola. Ban đầu, các bộ sưu tập của Bảo tàng được trưng bày trong các phòng nghỉ của Trung tâm Văn hóa Thành phố ở Stalowa Wola. Từ năm 2002, trụ sở của Bảo tàng là Cung điện Lubomirski, được xây dựng vào các năm 1782-1786 theo lối kiến trúc tân cổ điển.
Từ khi Bảo tàng Khu vực ở Stalowa Wola được thành lập đến nay, Lucyna Mizera đảm nhiệm chức vụ giám đốc của Bảo tàng.